# بادکنکی‌سرخسان
بادکنکی‌سرخسان (نام علمی: Cystopteridaceae) نام یک تیره از راسته بسپایک‌سانان است.